# Championnat du Groenland de football 2007

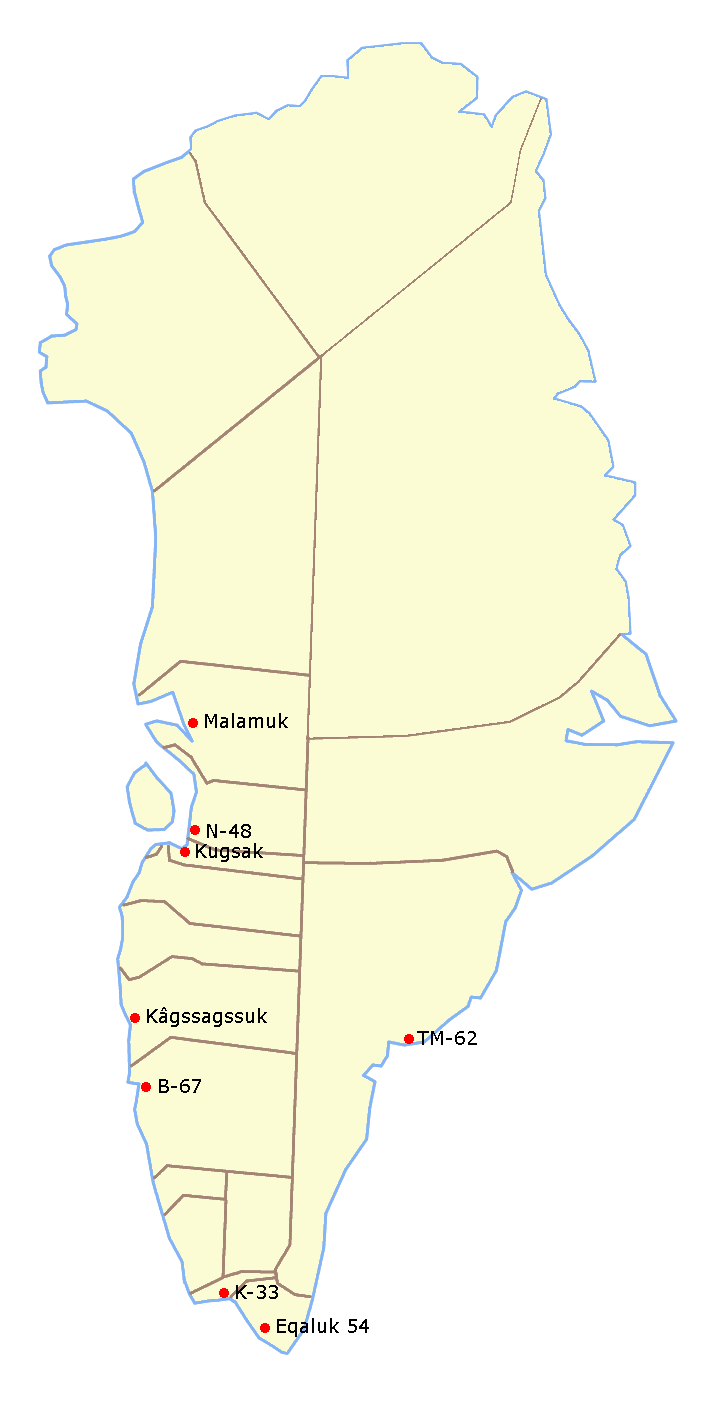
Clubs de l'édition 2007.

Le championnat du Groenland de football 2007 (ou Coca-Cola GM 2007), organisé sous l'égide de la fédération du Groenland de football, fut la 37e édition officielle de ce championnat. Le championnat s’est tenu à Nuuk du 6 au 12 août. Il a été remporté par le club de N-48 pour la deuxième fois consécutive et pour la dixième fois de son histoire. Le club confirme ainsi sa domination du championnat en restant le club le plus titré (10 titres) loin devant les clubs de B-67 (6 titres), K-33 (5 titres) et NÛK avec (4 titres).

## Phase finale

### Groupes
Le championnat début le 6 août sous une pluie battante, par les rencontres entre TM-62 et Eqaluk 54 (2-0) ainsi que Malamuk et B-67 Ce duel entre deux prétendants au titre se termine par la large victoire (4-0) du club de la capitale.
Lors de la deuxième journée de championnat, N-48 impose d’entrée son jeu et la volonté de défendre son titre en battant le club d’Eqaluk 54 sur le score sans appel de 3 à 0. Dans le même temps, Kugsak 45 et Malamuk se neutralisent 1 partout. C’est un bon résultat pour Kugsak qui n’avait plus réellement réussi à briller en championnat depuis plusieurs saisons et qui confirme son grand retour, notamment après sa victoire 1-0 contre N-48 lors de la phase qualificative de la ligue de Disko.
La troisième journée du championnat est marquée par l'élimination de B-67, champion de l'édition 2005 et troisième en 2006. En effet, le club de Nuuk est battu sur le plus faible des scores (1-0 à la toute dernière minute) par le club de  Qasigiannguit. Deux défaites en trois matches, le parcours de B-67 s'arrête ici. Malamuk joue également son dernier match de poule ce jour. Malgré sa victoire, le club n'est pas sauvé et devra compter sur une victoire de K45 le lendemain pour pouvoir aller en demi-finale. Eqaluk 54 a fait un carton face à Kagssagssuk : 6 buts à 2.
La dernière journée de la phase des poules n'aura pas permis, dans le groupe 1, a Nagdlúnguaq de prendre la tête du groupe à la suite de son match nul face à Kagssagssuk déjà éliminé. C'est dans le groupe 2 que l'enjeu était le plus grand. Trois clubs pouvant encore prétendre à une qualification en demi-finale : Malamuk qui ne jouait pas et avait besoin d'une défait de K-33, Kugsak, déjà qualifié et K-33 qui avait besoin d'une victoire ou d'un nul. C'est finalement le club de K-33 qui remporte le match, la qualification et la première place du groupe. C'est le gardien de Kugsak, Karsten Sandgreen, qui n'a pas su récupérer une balle en provenance de la défense adverse qui a entraîné la défaite de son équipe.
| Groupe 1 |             |     |   |   |   |   |    |    |      |
|          | Équipe      | Pts | J | G | N | P | BP | BC | Diff |
| 1        | TM-62       | 7   | 3 | 2 | 1 | 0 | 5  | 2  | +3   |
| 2        | N-48        | 5   | 3 | 1 | 2 | 0 | 5  | 2  | +3   |
| 3        | Eqaluk 54   | 3   | 3 | 1 | 0 | 2 | 6  | 7  | -1   |
| 4        | Kagssagssuk | 1   | 3 | 0 | 1 | 2 | 4  | 9  | -5   |

| 6 août | TM-62       | 2 | 0 | Eqaluk 54   |
| 7 août | TM-62       | 2 | 1 | Kagssagssuk |
| 7 août | Eqaluk 54   | 0 | 3 | N-48        |
| 8 août | TM-62       | 1 | 1 | N-48        |
| 8 août | Eqaluk 54   | 6 | 2 | Kagssagssuk |
| 9 août | Kagssagssuk | 1 | 1 | N-48        |

| Groupe 2 |                 |     |   |   |   |   |    |    |      |
|          | Équipe          | Pts | J | G | N | P | BP | BC | Diff |
| 1        | Kissaviarsuk-33 | 6   | 3 | 2 | 0 | 1 | 3  | 3  | 0    |
| 2        | Kugsak 45       | 4   | 3 | 1 | 1 | 1 | 2  | 2  | 0    |
| 3        | Malamuk         | 4   | 3 | 1 | 1 | 1 | 3  | 5  | -2   |
| 4        | B-67            | 3   | 3 | 1 | 0 | 2 | 5  | 3  | +2   |

| 6 août | Malamuk         | 0 | 4 | B-67            |
| 7 août | Kugsak 45       | 1 | 1 | Malamuk         |
| 7 août | Kissaviarsuk-33 | 2 | 1 | B-67            |
| 8 août | Kugsak 45       | 1 | 0 | B-67            |
| 8 août | Kissaviarsuk-33 | 0 | 2 | Malamuk         |
| 9 août | Kugsak 45       | 0 | 1 | Kissaviarsuk-33 |

### 7eplace- 10 août
|  |             |    |  |  |  |  |
|  | Kagssagssuk | 0  |  |  |  |  |
|  | B-67        | 10 |  |  |  |  |

### 5eplace- 10 août
|  |                |   |  |  |  |  |
|  | Eqaluk 54      | 1 |  |  |  |  |
|  | Malamuk (a.p.) | 2 |  |  |  |  |

### Phase à élimination directe
|  | Demi-finales    | Demi-finales |                        |   | Finale  | Finale  |
|  | Demi-finales    | Demi-finales |                        |   | Finale  | Finale  |
|  |                 |              |                        |   |         |         |
|  | 10 août         | 10 août      |                        |   | 11 août | 11 août |
|  | 10 août         | 10 août      |                        |   | 11 août | 11 août |
|  | TM-62           | 0            |                        |   | 11 août | 11 août |
|  | TM-62           | 0            |                        |   | 11 août | 11 août |
|  | Kugsak 45       | 2            |                        |   | 11 août | 11 août |
|  | Kugsak 45       | 2            | N-48                   | 2 |         |         |
|  | 10 août         |              | N-48                   | 2 |         |         |
|  |                 | Kugsak 45    | 0                      |   |         |         |
|  | Kissaviarsuk-33 | Kugsak 45    | 0                      | 0 |         |         |
|  | Kissaviarsuk-33 |              |                        | 0 |         |         |
|  | N-48            | 1            |                        |   |         |         |
|  | N-48            | 1            | Match pour la 3e place |   |         |         |
|  |                 |              |                        |   |         |         |
|  | 11 août         |              |                        |   |         |         |
|  |                 |              |                        |   |         |         |
|  | Kissaviarsuk-33 | 1            |                        |   |         |         |
|  | Kissaviarsuk-33 | 1            |                        |   |         |         |
|  | TM-62           | 0            |                        |   |         |         |
|  | TM-62           | 0            |                        |   |         |         |

## Classement final
| Rang | Club            |
| 1    | N-48            |
| 2    | Kugsak 45       |
| 3    | Kissaviarsuk-33 |
| 4    | TM-62           |
| 5    | Malamuk         |
| 6    | Eqaluk 54       |
| 7    | B-67            |
| 8    | Kagssagssuk     |